# Laschkar-e Taiba
Laschkar-e Taiba (Urdu لشكرِ طيبه DMG Laškar-i Ṭayyiba, wörtlich „Armee der Reinen“, auch Lashkar-i-Tayyaba, Lashkar-e-Tayyaba, Lashkar-e-Toyba oder Lashkar-i-Toiba) ist eine islamistische Terrororganisation in Kaschmir mit einem weltweiten Aktionsradius und Kooperationen u. a. mit dem IS. Ihre regionalen Zentren sind Muridke und Punjab (Pakistan). Westliche Geheimdienste gehen davon aus, dass der pakistanische Nachrichtendienst ISI maßgeblich am Aufbau der Organisation beteiligt war und deren Aktivitäten fortwährend beeinflusst.

## Geschichte
Laschkar-e Taiba entstand 1990 als militärischer Arm der islamischen Massenorganisation Markaz Dawa wal Irshad (Zentrum für Predigt und Rechtleitung). Ziel der Gründung war zunächst die Unterstützung der Mudschahidin im Afghanistankrieg gegen die Sowjetunion. Rund 1.500 Kämpfer waren in Afghanistan eingesetzt. In größere Gefechte war die Gruppe jedoch kaum verwickelt. Aus dem Kontingent fanden 5 den Tod. Der offiziellen Gründung war 1987 die Einrichtung eines Trainingscamps in Jaji in der afghanischen Provinz Paktia vorausgegangen. Nach dem sowjetischen Rückzug orientierte sich die Gruppe Richtung Kaschmir. Die LeT avancierte im Verlauf zur größten dschihadistischen Privatarmee des asiatischen Kontinents. Die Rekruten setzen sich dabei zumeist aus Angehörigen der unteren Mittelschicht mit zumeist hohem Bildungsgrad zusammen. Die Mehrheit davon stammt aus den Städten des Punjab und wird über legale und offene Aktivitäten des Zentrums für Predigt und Rechtleitung in Pakistan rekrutiert, das dort Koranschulen und Moscheen betreibt.
Die Gruppe wurde 2003 auf einer durch die EU veröffentlichten Liste terroristischer Einzelpersonen und Organisationen genannt.
Mitglieder von Laschkar-e Taiba haben in der Vergangenheit schwere Terroranschläge in Indien ausgeführt. Sie werden mit den Bombenanschlägen in Mumbai 2006 und mit dem Terroranschlag in Mumbai im November 2008. in Verbindung gebracht. Ihr Ziel ist die Einführung eines islamischen Staates in Südasien sowie die „Befreiung“ der im indischen Teil von Kaschmir (Jammu und Kashmir und Ladakh) lebenden Moslems.
Über Jahre hinweg wurde oder wird die Organisation von der pakistanischen Regierung unterstützt. Allerdings wurde im Jahre 2002 auf Druck Indiens und der USA die Unterstützung angeblich eingestellt. In Indien, Pakistan, den Vereinigten Staaten, Großbritannien, Russland und Australien ist die Gruppierung als terroristische Vereinigung verboten. Im Dezember 2008 waren westliche Geheimdienste jedoch der Auffassung, dass Laschkar-e Taiba nach wie vor Unterstützung und Schutz vom pakistanischen Geheimdienst ISI erhält.
Weltweit werden die Terroristen des LeT gesucht, da die Organisation in islamistischen Terror international unterstützt. Stand 2011 sucht das FBI den Kommandeur für ausländische Aktionen Sajid Mir, Frankreich setzte einen internationalen Haftbefehl auf ihn aus. Im März 2012 setzten die Vereinigten Staaten auf den LeT-Oberbefehlshaber Hafiz Mohammad Saeed ein Kopfgeld von zehn Millionen Dollar aus. Der zu LeT gerechnete Bombenspezialist Abdul Karim Tunda wurde im August 2013 gefasst.

## Fernseh-Dokumentation
- Das Geschäft mit dem Terror - Unsere Geheimdienste und der Dschihad, 30. September 2021 SWR